# Comuna Raša, Istria
Raša este o comună în cantonul Istria, Croația, având o populație de 3.183 de locuitori (2011).

## Demografie
Componența etnică a comunei Raša
     Croați (59,72%)
     Bosniaci (11,47%)
     Sârbi (1,41%)
     Italieni (1,32%)
     Necunoscut (1,7%)
     Neclasificat (23,81%)
Componența confesională a comunei Raša
     Catolici (66,76%)
     Musulmani (17,88%)
     Fără religie și atei (7,45%)
     Ortodocși (1,89%)
     Necunoscută (5,4%)
     Alte religii (0,63%)
Conform recensământului din 2011, comuna Raša avea 3.183 de locuitori. Din punct de vedere etnic, majoritatea locuitorilor (59,72%) erau croați, existând și minorități de afiliați religios (17,59%), bosniaci (11,47%), sârbi (1,41%) și italieni (1,32%). Apartenența etnică nu este cunoscută în cazul a 1,7% din locuitori. Din punct de vedere confesional, majoritatea locuitorilor (66,76%) erau catolici, existând și minorități de musulmani (17,88%), persoane fără religie și atei (7,45%) și ortodocși (1,89%). Pentru 5,4% din locuitori nu este cunoscută apartenența confesională.